# Francisco Ayala
Francisco Ayala García-Duarte (født 16. marts 1906 i Granada, Spanien, død 3. november 2009 i Madrid) var en spansk forfatter og sociolog. 
Efter borgerkrigen i 1939 boede han mange år i eksil. Han har skrevet romaner som bl.a. Muertes de perro (1958) og El fondo del vaso (1962), men han har først og fremmest skrevet fortællinger, som bl.a. samlingerne Los usurpadores (1949), La cabeza del cordero (1949), Historia de macacos (1955), El jardín de las delicias (1971) og El jardín de las malicias (1988). Han har også skrevet mange essayer om Spanien, film og litteratur og memoirer i tre dele, Recuerdos y olvidos: Del paraíso al destierro (1982), El exilio (1983) og Retornos (1988). Ayala har fået mange litterære priser, bl.a. Premio Nacional de las Letras Españolas (1988) og Premio Cervantes (1991).